# 温斯顿·麦克阿瑟
温斯顿·麦克阿瑟（英語：Winston McArthur，1932年1月1日—），圭亚那男子举重运动员。他曾代表英属圭亚那参加1958年英联邦运动会举重比赛，获得一枚银牌。他也曾参加1956年夏季奥林匹克运动会。